# 노무라 미즈키
노무라 미즈키(일본어: 野村美月)는 후쿠시마현 출신의 일본의 라이트 노벨 작가이다. 도요 대학 문학부 국문학과를 졸업하였다.

## 약력
대학교 재학 중 작가로써 데뷔를 꿈꾸었지만, 그것을 이루지 못한 채 졸업 후에 입사했다가 1년 후 퇴사하여 본격적으로 신인상에 투고를 개시하였다. 2001년,《아카기산 탁구장에 노랫소리는 울려퍼진다》로 제3회 패미통 엔터테인먼트 대상현재 엔타메 대상）소설 부문 〈최우수상〉을 수상했다. 이듬해 같은 작품으로 데뷔해, 이어서 《포 마이 달링!》, 《천사의 베이스볼》등과 함께 3개월 연속으로 작품이 간행되었다.

## 인물
히무로 사에코나 아라이 모토코의 소설, 《빨간 머리 앤》《작은 아씨들》등의 아동문학에 강한 영감을 받아, 소녀소설스런 작품세계가 인상적이다.
현재의 《문학소녀 시리즈》도, 2010년 극장판 애니메이션화, 소설로 완결난《Bad! Daddy》의 속편이 일러스트를 담당했던 키시마 렌가에 의해《매지큐(4컷 만화잡지)》에서 만화화되었다.

## 작품 목록
이하의 작품은 전부 패미통문고에서 발간하였다.
- 탁구장 시리즈 (전4권)

1. 아카기산 탁구장에 노랫소리는 울려퍼진다 2002년 2월 1일 발행 ISBN 4-7577-0709-6
2. 나스 고원 탁구장 순정 엘레지 2002년 7월 31일 발행 ISBN 4-7577-0924-2
3. 아다타라 탁구장 결투 러브송 2003년 1월 1일 발행 ISBN 4-7577-1239-1
4. 신사의 숲 탁구장에서 안녕 2003년 6월 4일 발행 ISBN 4-7577-1421-1

- 포 마이 달링! 2002년 3월 4일 발행 ISBN 4-7577-0749-5
- 천사의 베이스볼 (기간 2권)

1. 2002년 4월 1일 발행 ISBN 4-7577-0797-5
2. 2003년 7월 2일 발행 ISBN 4-7577-1476-9

- Bad! Daddy (전4권)

1. 아빠에겐 비밀, 정의의 아군 2003년 10월 2일 발행 ISBN 4-7577-1577-3
2. 오월의 축제에 아빠는 춤춘다 2003년 12월 2일 발행 ISBN 4-7577-1631-1
3. 아빠의 키스는 딸기맛 2004년 3월 31일 발행 ISBN 4-7577-1787-3
4. 역시! 너무너무! 아빠가 좋아! 2004년 7월 30일 발행 ISBN 4-7577-1932-9

- 우사코이.시리즈 (전5권)

1. 여자 같은 거, 싫단말야?! 2004년 12월 31일 발행 ISBN 4-7577-2096-3
2. 너 말야, 빛나고 있다구! 2005년 3월 4일 발행 ISBN 4-7577-2169-2
3. 우울한 모습, 내버려둘까 보냐!2005년 6월 1일 발행 ISBN 4-7577-2294-X
4. 슬프게 해서, 미안. 2005년 9월 9일 발행 ISBN 4-7577-2390-3
5. 사랑한다, 사랑한다, 정말로 사랑한다?!! 2005년 11월 10일 발행 ISBN 4-7577-2489-6

- 문학소녀 시리즈 （기간 14권）

1. 문학소녀와 죽고 싶은 광대 2006년 5월 10일 발행 ISBN 4-7577-2806-9
2. 문학소녀와 굶주리고 목마른 유령 2006년 9월 11일 발행 ISBN 4-7577-2915-4
3. 문학소녀와 얽매인 바보 2007년 1월 4일 발행 ISBN 4-7577-3084-5
4. 문학소녀와 더럽혀진 천사 2007년 5월 10일 발행 ISBN 978-4-7577-3506-4
5. 문학소녀와 통곡의 순례자 2007년 9월 11일 발행 ISBN 978-4-7577-3685-6
6. 문학소녀와 달과 꽃을 품은 물의 요정 2008년 1월 4일 발행 ISBN 978-4-7577-3918-5
7. 문학소녀와 신과 마주보는 작가 상권 2008년 5월 9일 발행 ISBN 978-4-7577-4173-7
8. 문학소녀와 신과 마주보는 작가 하권 2008년 9월 11일 발행 ISBN 978-4-7577-4371-7
9. 문학소녀와 사랑하는 삽화집 1권 2009년 1월 7일 발행 ISBN 978-4-7577-4578-0
10. 문학소녀 견습생의, 첫사랑 2009년 4월 30일 발행 ISBN 978-4-7577-4829-3
11. 문학소녀와 사랑하는 삽화집 2권 2009년 8월 29일 발행 ISBN 978-4-7577-5039-5
12. 문학소녀 견습생의, 상심 2009년 1월 26일 발행 ISBN 978-4-04-726030-6
13. 문학소녀와 사랑하는 삽화집 3권 2010년 5월 11일 발행 ISBN 978-4-04-726487-8
14. 문학소녀 견습생의, 졸업 2010년 8월 30일 발행 ISBN 978-4-04-726725-1
15. 문학소녀와 사랑하는 삽화집 4권 완 2011년 1월 11일 발행 ISBN 978-4-04-726960-6